# Acústico (álbum de Oficina G3)
Acústico é o quarto álbum de estúdio da banda de rock cristão Oficina G3 lançado em 1998 pela gravadora Gospel Records. É o primeiro trabalho da banda após a saída do vocalista Luciano Manga e a entrada em seu lugar de PG. As canções no disco são, em sua maioria, regravações dos álbuns antigos, este álbum tem duas canções inéditas que são "Quem" e "Autor da Vida", escritas por Juninho Afram e PG, respectivamente. Também se encontra nele versões de canções conhecidas do grupo, sendo elas "Más que Vencedores" e "Mi Pastor", ambas canções do álbum Nada É Tão Novo, Nada É Tão Velho numa roupagem em espanhol.

## Antecedentes
Em 1996, o Oficina G3 lançou Indiferença. O álbum foi muito bem recebido, consolidando e tornando a banda ainda mais popular e bem avaliada. No entanto, após esse álbum, Luciano Manga necessitou deixar o grupo porque era pastor. Por conta do fato, Manga e os membros do Oficina G3 escolheram PG, que era membro da igreja ao qual faziam parte para assumir a posição de vocalista do conjunto. PG era baixista e vocalista de uma banda de metal chamada Corsário, e, mais tarde, aceitou entrar no grupo.

## Produção
O produtor musical Paulo Anhaia (que trabalhou no disco anterior, Indiferença) contou, em 2020, que era cotado para produzir Acústico. Mas existiam contratempos orçamentários. A banda tinha planos de fazer o álbum ao vivo em dois dias de gravação, a gravadora Gospel Records tinha um valor de R$ 8 mil reais para gravação, enquanto apenas o estúdio móvel por si só custava R$ 9 mil por cada dia. Anhaia acompanhou alguns dos ensaios do grupo, mas acabou por não gravar o álbum.
A pré-produção do projeto ocorreu ainda durante a presença de Luciano Manga na banda. Com a entrada de PG, o grupo seguiu a proposta original da obra e incluiu canções inéditas, incluindo a composição "Autor da Vida", de PG.

## Lançamento e recepção
| Críticas profissionais | Críticas profissionais |
| Avaliações da crítica  | Avaliações da crítica  |
| Fonte                  | Avaliação              |
| ---------------------- | ---------------------- |
| O Propagador           | [ 6 ]                  |

Acústico foi lançado em 1998 pela gravadora Gospel Records. O guia discográfico do O Propagador atribuiu uma cotação de 3,5 estrelas de 5 para o álbum, afirmando que "apesar de desconfortável nas antigas músicas de Manga, PG mostra seu potencial através das inéditas", com elogios também aos arranjos de cordas nas músicas.

## Faixas
1. "Indiferença" (Luciano Manga, Juninho Afram, Duca Tambasco, Jean Carllos, Walter Lopes) - 4:01
2. "Quem" (Juninho Afram) - 4:09
3. "Davi" (Walter Lopes e Claudia) - 3:35
4. "Naves Imperiais" (Tulio Regis) - 4:29
5. "Mi pastor" (Jimmy, Tulio Regis) - 4:17
6. "Autor da Vida" (PG) - 4:38
7. "Pirou" (Tulio Regis) - 3:09
8. "Espelhos Mágicos" (Juninho Afram) - 4:56
9. "Profecias" (Juninho Afram) - 5:12
10. "Más que vencedores" (Juninho Afram) - 3:44
11. "Cante" (Mike) - 3:42
12. "Deus Eterno" (Juninho Afram) - 3:31
13. "Acabou" (Oficina G3) - 0:06

## Ficha técnica
Banda
- PG - vocal
- Juninho Afram - violão e vocal principal em "Deus Eterno", "Mais que Vencedores", e "Espelhos Mágicos"
- Duca Tambasco - baixolão e vocal de apoio
- Jean Carllos - piano
- Walter Lopes - bateria, percussão e vocal principal em "Mi Pastor"

Músicos convidados
- Luciano Manga - vocal em "Pirou"
- Geraldo Penna - produção musical